# Charognard
Pour l’article homonyme, voir charognard (aéronautique).

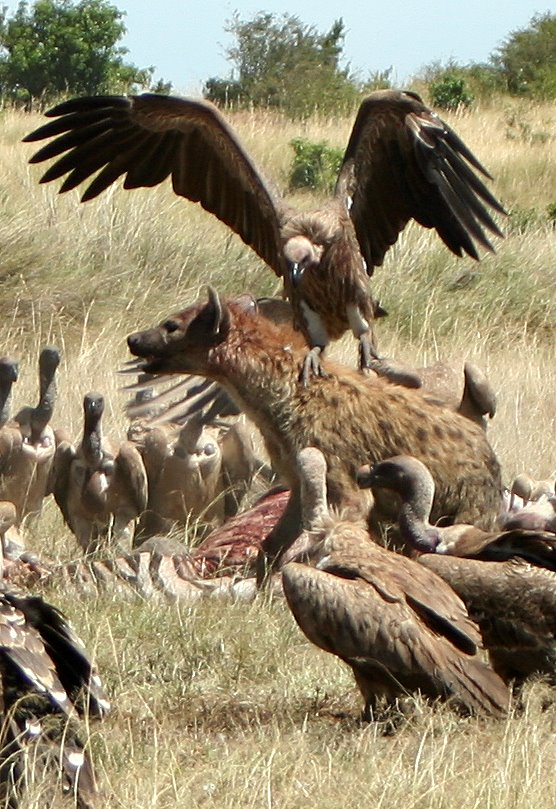
Le vautour est un charognard, mais la hyène est - comme le lycaon - un prédateur (néanmoins opportunément nécrophage quand elle en a l'occasion).

Un charognard est un animal qui se nourrit de charognes, c’est-à-dire d’animaux morts qu'il n'a pas tués lui-même.

## Sémantique
Dans le sens populaire du terme, et dans les régions où les autres charognards ont souvent disparu, le mot désigne plutôt des rapaces. 
Les charognards sont donc des nécrophages (ils se nourrissent de cadavres) qu'on peut éventuellement aussi classer parmi les saprophages (ils se nourrissent de matière organique morte). 
Les charognards peuvent être nécrophages stricts (on parle de charognard nécrophage, dans ce cas), mais ce n’est pas une généralité. Pourtant, charognard et nécrophage sont souvent confondus.
On ne parle généralement de charognards que pour les vertébrés, mais nombre d'invertébrés et notamment d'insectes (mouches, fourmis, coléoptères) sont de grands débarrasseurs de charognes.

## Symbolique
Le charognard semble peu revendiqué symboliquement. L'Armée de l'air[Laquelle ?] utilise, familièrement, l'appellation de « charognard » pour certains insignes : de calot, de grade sur les épaules (fourreaux) ou sur les insignes individuels de certaines unités. Pour autant, l'animal ainsi symbolisé est l'épervier (quelquefois, l'aigle est utilisé symboliquement sur d'autres insignes de l'Armée de l'air).

## Écologie
Le charognard, souvent doté d'une bon odorat et/ou d'une bonne vue, joue un rôle majeur dans la chaine alimentaire en éliminant rapidement les cadavres, généralement bien avant leur putréfaction.
Dans l'Anthropocène récent il a parfois eu une mauvaise image (vautour, rapaces, corvidés...) en lien probablement sa relation à la mort. Et il est aussi de plus en plus victime de la disparition des grands cadavres animaux (recul des espèces sauvages et équarrissage pour les espèces d'élevage), et d'empoisonnements au plomb (saturnisme animal ou aux pesticides).